# 全国高等専門学校デザインコンペティション
全国高等専門学校デザインコンペティション（ぜんこくこうとうせんもんがっこうデザインコンペティション、デザコン）は、全国高等専門学校連合会が主催する生活空間に関連するデザインのコンペティション。

## 概要
高等専門学校の土木系・建築系を学ぶ学生を中心に、生活環境に関連した課題に取り組み、より良い生活空間について提案し、デザイン力の成果を基として作品を作成し競い合うコンペティションである。
デザコンの源流は、1977年（昭和52年）に明石高専と米子高専の建築学科で行われた研究交流シンポジウムである。その後、参加校を増やす形で発展し、1999年（平成11年）から5年間は、全国の高専を対象とする「全国高等専門学校建築シンポジウム」として開催された。建築設計コンペティションも行うこととした。国立高専が独立行政法人化した 2004年（平成16年）に主催を全国高等専門学校連合会に変更。デザインの領域を「人が生きる生活環境を構成するための総合的技術」と捉え直し、建築学科の枠を超えた全国の高専全体で取り組む「全国高等専門学校デザインコンペティション」に生まれ変わった。
第10回米子大会（2013年（平成25年））では併催されていた3Dプリンタを活用した「3次元デジタル設計造形コンテスト」をデザコンの「AMデザイン部門」として統合。建築物に限らず、生活空間を改善する立体物のデザインなどでも競い合うようになった。
各部門共通のメインテーマが毎回定められ、更に部門ごとにテーマが定められる。

## 開催部門

### 構造デザイン部門
提示されたテーマに沿った橋梁のスケールモデルを制作し、耐荷重性やデザイン性を競う部門。素材や重量が制限される。

### 空間デザイン部門
提示されたテーマに沿った居住空間や生活空間を提案し、そのスケールモデルやパネル、プレゼンテーション等で競う部門。主に建築物に主眼を置いて作品を作成する。

### 創造デザイン部門
提示されたテーマに沿ったシステムやビジネスモデルを提案し、そのスケールモデルやパネル、プレゼンテーション等で競う部門。

### AMデザイン部門
3Dプリンタを用いた造形技術を活用し、提示された課題を解決する道具等を作成する部門。AMは「Additive Manufacturing（付加製造）」の略。

### プレデザコン
高等専門学校に在籍する本科3年生以下の学生のみが応募できる部門。低学年の学生に対し、コンペティションへの参加の敷居を下げた形態となっている。

## 歴史

### 全国高等専門学校建築シンポジウム
- 1999年 第1回（米子）[注釈 1]

- 2000年 第2回（石川）

- 2001年 第3回（明石）

- 2002年 第4回（呉）

- 2003年 第5回（米子）

### 全国高等専門学校デザインコンペティション
- 2004年 第1回

会場:石川高専、津幡町役場弘願寺（津幡町）
主管校:石川高専
- 2005年 第2回「復興＋共生！」

会場:明石市産業交流センター（明石市）
主管校:明石高専
- 2006年 第3回

会場:メインホテルナカムラ、ウエルネス交流プラザ、千日通り商店街（都城市）
主管校:都城高専
- 2007年 第4回「つながり ～頭の中は、宇宙より広い～」

会場:周南市総合スポーツセンター（周南市）
主管校:徳山高専
- 2008年 第5回「共生と再生」

会場:四国電力総合研修所、高松南新町商店街（高松市）
主管校:高松高専
- 2009年 第6回「やさしさ」

会場:スカイホール豊田（豊田市）
主管校:豊田高専
- 2010年 第7回「もったい ない」

会場:八戸市公会堂・公民館（八戸市）
主管校:八戸高専
- 2011年 第8回「ひらく」

会場:釧路観光国際交流センター（釧路市）
主管校:釧路高専
- 2012年 第9回「デザインが起つ」

会場:白鴎大学東キャンパス（小山市）
主管校:小山高専
- 2013年 第10回「かえる」

会場:米子コンベンションセンター（米子市）
主管校:米子高専
- 2014年 第11回「よりそう」

会場:八代市総合体育館（八代市）
主管校:熊本高専（八代）
- 2015年 第12回「ささえる」

会場:和歌山県民文化会館（和歌山市）
主管校:和歌山高専
- 2016年 第13回「“はちきん”と“いごっそう”」

会場:高知ぢばさんセンター （高知市）
主管校:高知高専
- 2017年 第14回「デザインが天下を制する」

会場:じゅうろくプラザ（岐阜市）
主管校:岐阜高専
- 2018年 第15回「守破離（シュハリ）」

会場:釧路市観光国際交流センター（釧路市）
主管校:釧路高専
- 2019年 第16回「新『五輪書』」

会場:大田区産業プラザPiO（東京都大田区）
主管校:都立産技高専（品川）
- 2020年 第17回「ゆい」

会場:オンライン開催、名取市文化会館（展示等）
主管校:仙台高専（名取）
- 2021年 第18回「Restart」

会場:オンラインベース、呉高専（呉市）
主管校:呉高専
- 2022年 第19回「ＮＥＷ！！」

会場:大牟田文化会館（大牟田市）
主管校:有明高専
- 2023年 第20回「session〜新しい協働の形〜」

会場:舞鶴市総合文化会館、舞鶴赤れんがパーク（舞鶴市）
主管校:舞鶴高専
- 2024年 第21回「繋」

会場:阿南高専（阿南市）
主管校:阿南高専
- 2025年 第22回

主管校:福井高専
- 2026年 第23回

主管校:函館高専